# Glenea ochreithorax
Glenea ochreithorax là một loài bọ cánh cứng trong họ Cerambycidae.